# إيتا زوبر فالكونر
إيتا زوبر فالكونر (بالإنجليزية: Etta Zuber Falconer)‏ هي رياضياتية وأستاذة جامعية أمريكية، ولدت في 21 نوفمبر 1933 في توبيلو في الولايات المتحدة، وتوفيت في 19 سبتمبر 2002 في الولايات المتحدة بسبب سرطان البنكرياس.

## وصلات خارجية
- إيتا زوبر فالكونر على موقع الموسوعة البريطانية (الإنجليزية)